# トルコ語版ウィキペディア
トルコ語版ウィキペディア（トルコごばんウィキペディア、土: Türkçe Vikipedi）は、ウィキメディア財団が運営する多言語百科事典プロジェクト「ウィキペディア」のトルコ語版である。記事総数では、ウィキペディアの中で16番目に大きい。登録ユーザーは15万人を超え、ウィキペディアの中で10番目に多い（以上、2008年4月時点）。2006年11月にトルコ語版ウィキペディアは、トルコで『ウェブオスカー』として広く知られるAltın Örümcek Web Ödülleri(Golden Spider Web Awards)の科学部門(Science category)にノミネートされ、翌年の1月に同コンペティションよりBest Content賞を受賞した。同賞は1月25日に、イスタンブール工科大学のセレモニーにおいて受け渡された。
2012年12月9日、記事数が200,000を突破した。2013年12月10日現在の記事数は220,919である。

## 歴史
- 2002年12月よりトルコ語版ウィキペディアが開始
- 2004年1月には総項目数が100を数える
- 2004年7月には1000記事突破
- 2012年12月9日、200,000記事突破
- 2017年4月29日以降、トルコ政府によってトルコ国内から全ての言語のWikipediaへの閲覧が制限された[3][4]。
- 2020年1月15日、トルコの通信当局は、インターネット上の百科事典「ウィキペディア」への接続を遮断していた措置を取りやめた[5]。

## ギャラリー

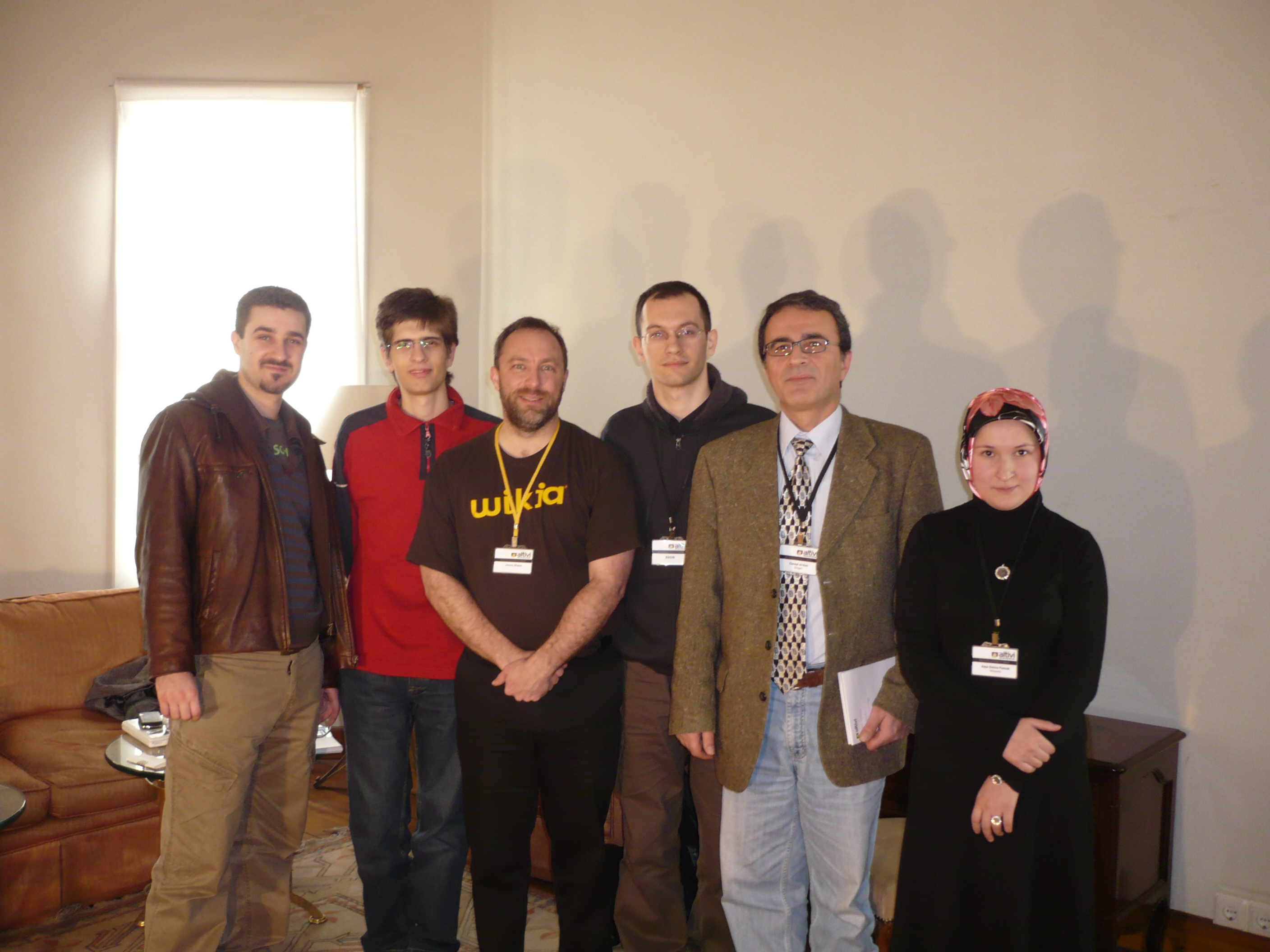
2008年にイスタンブールで開催されたウィキペディアセミナー
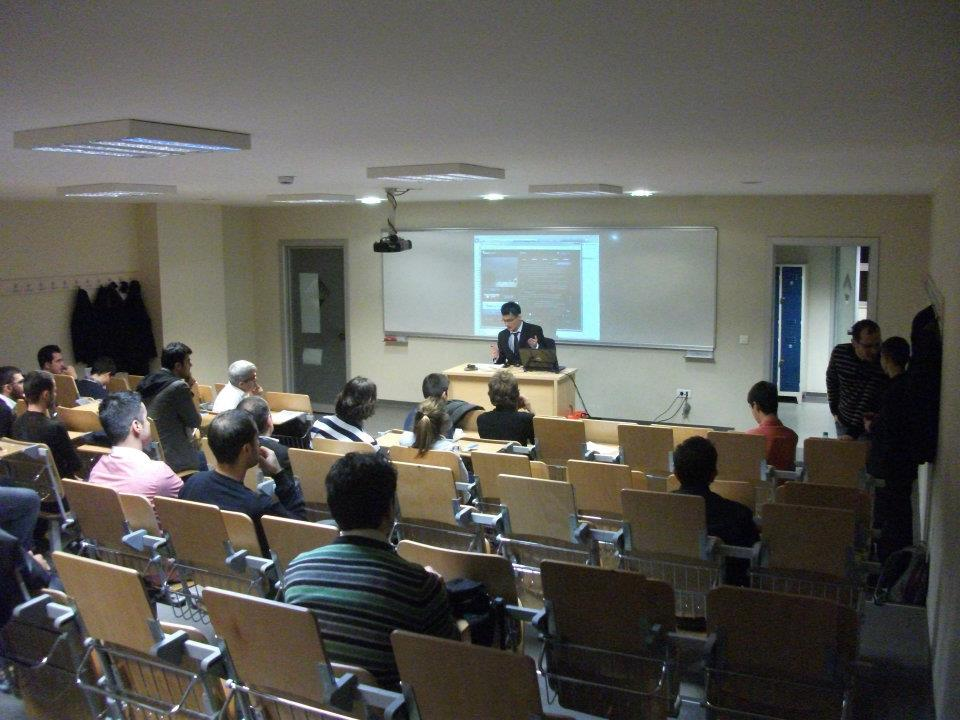
2011年11月26日に行われたトルコ語版ウィキペディアカンファレンスの様子
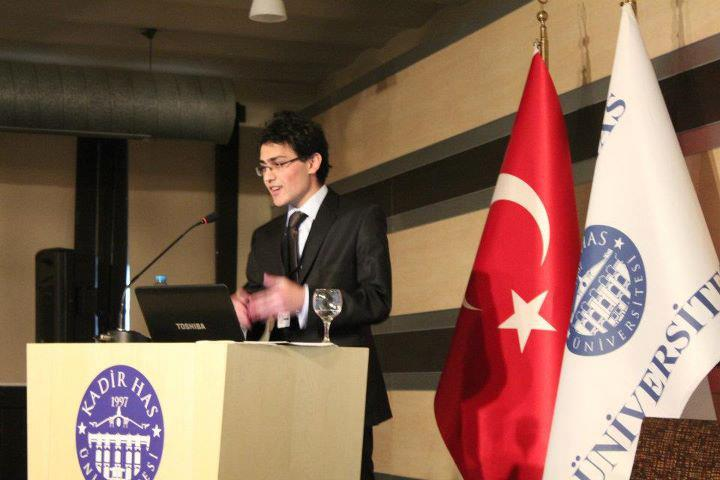
2012年2月26日に行われたトルコ語版ウィキペディアカンファレンスの様子
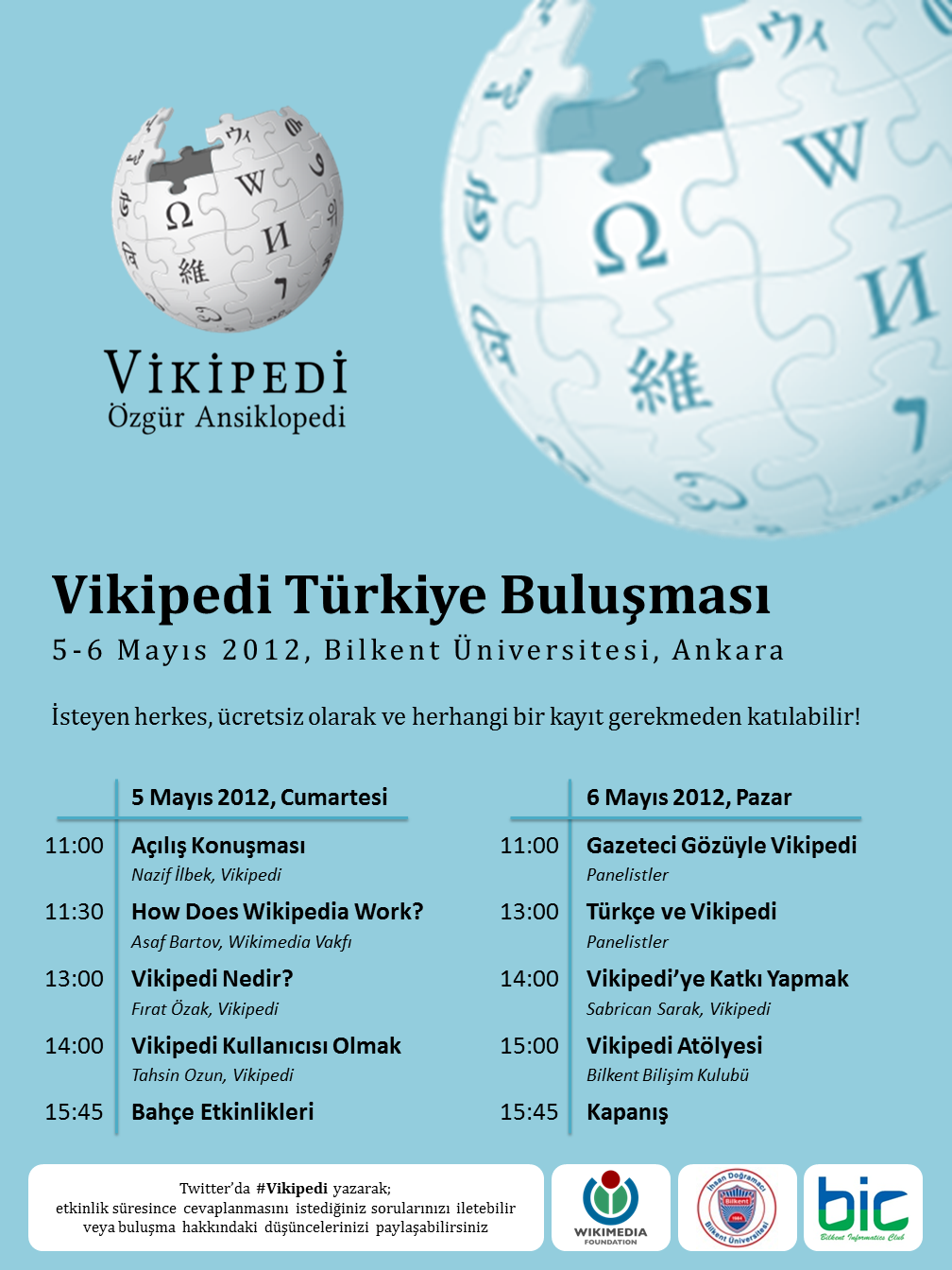
2012年5月に開催されたカンファレンスの告知ポスター
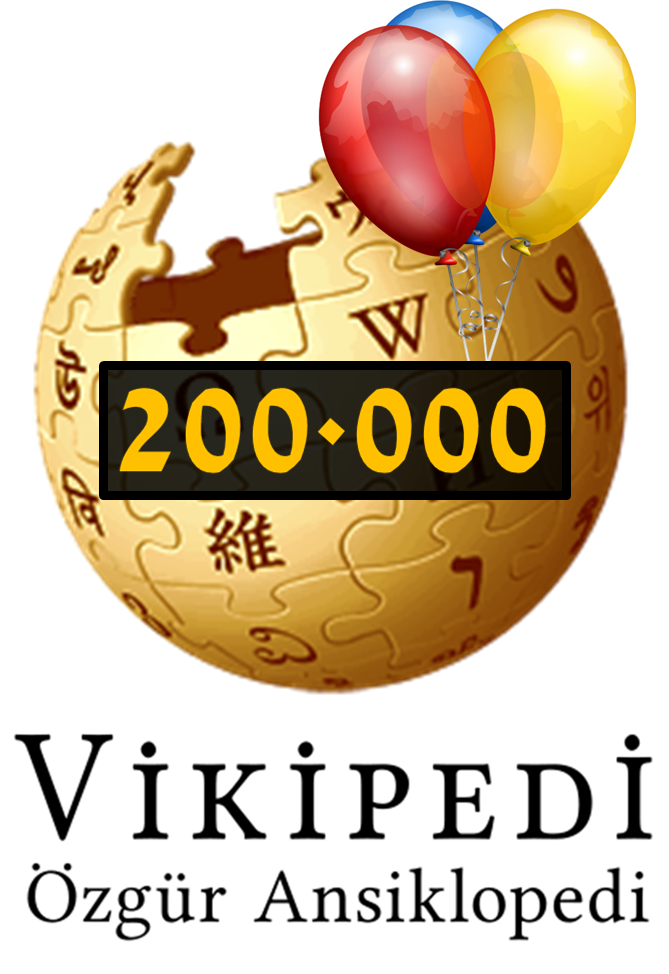
記事数が20万を突破した際の記念ロゴ
2017年トルコのウィキペディア閲覧制限以降のロゴ
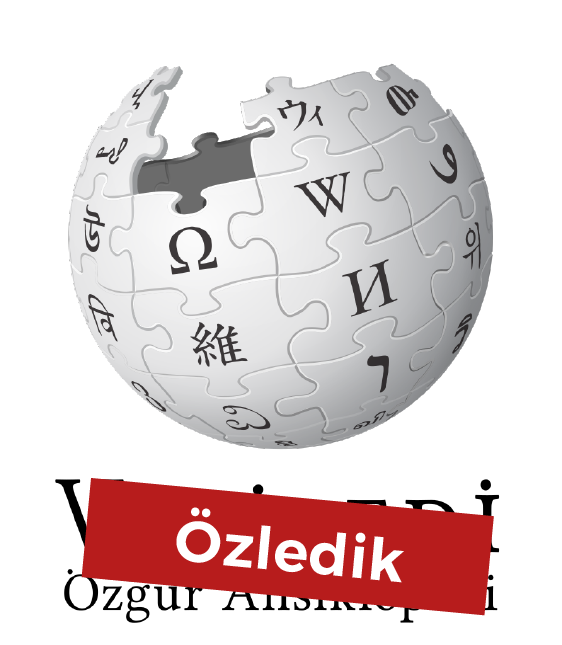
2018年3月以降のロゴ
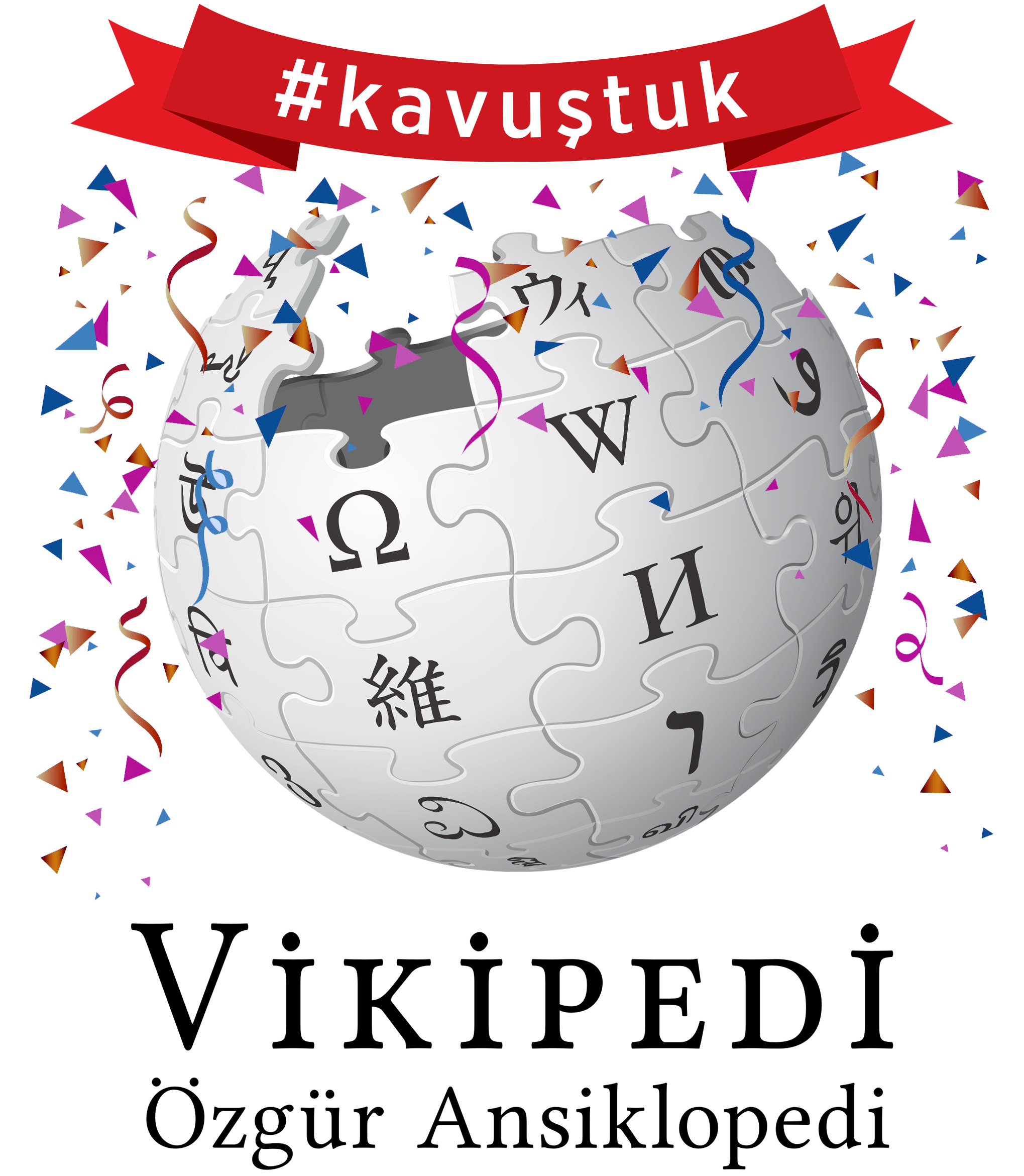
閲覧制限解除後のロゴ